# آرامگاه نهزم شفت
بقعه نهزم شفت مربوط به دوره قاجار است و در شهرستان شفت، بخش احمد سرگوراب، روستای نهزم واقع شده و این اثر در تاریخ ۱۴ مرداد ۱۳۸۲ با شمارهٔ ثبت ۹۴۰۷ به‌عنوان یکی از آثار ملی ایران به ثبت رسیده است.